# Gordon Oliver
Gordon Oliver (Los Ángeles, 27 de abril de 1910-Los Ángeles, 26 de enero de 1995) fue un actor y productor de cine estadounidense. Apareció en más de 40 películas y programas de televisión entre 1933 y 1972.

## Biografía
Oliver comenzó a trabajar en películas en 1936 y finalmente trabajó para Warner Bros., Columbia y RKO. Luego apareció en aproximadamente 25 películas. Oliver fue productor ejecutivo de Ladrón sin destino, Peter Gunn, Mr. Lucky y Mr. Adams and Eve. En pantalla, fue copresentador de Mobil Theatre y Douglas Fairbanks Jr. Presents.
También hizo apariciones en radioteatro, como en el episodio Pas de Deux de Family Theater.
Oliver estuvo casado con la modelo Elsa Oliver durante 46 años. Tuvieron un hijo, Angus Duncan, y una hija, Elsa Lambert  Murió de enfisema el 26 de enero de 1995 en el Centro Médico Cedars-Sinaí de Los Ángeles, California . Fue enterrado en el Hollywood Forever Cemetery. A Oliver le sobrevivieron su esposa, un hijo y una hija.

## Filmografía parcial
Como actor, a menos que se indique lo contrario.
- The Sweetheart Sigma Chi (1933) - Estudiante (sin acreditar)
- Fugitive in the Sky (1936) - Bob White
- Once a Doctor (1937) - Dr. Jerry Brace
- Draegerman Courage (1937) - Pete Lawson
- The Go Getter (1937) - Luce
- San Quentin (1937) - Capitán
- The Case of the Stuttering Bishop (1937) - Philip Brownley
- Fly-Away Baby (1937) - Lucien 'Sonny' Croy
- White Bondage (1937) - Dave Graydon
- Youth on Parole (1937) - Phillip Henderson
- Alcatraz Island (1937) - George Drake
- Over the Goal (1937) - Benton
- West of Shanghai (1937) - Jim Hallet
- Expensive Husbands (1937) - Ricky Preston
- Daredevil Drivers (1938) - Mark Banning
- Women Are Like That (1938) - Howard Johns
- The Marines Are Here (1938) - Cabo Dick Jones
- Brother Rat (1938) - Capitán 'Lacedrawers' Rogers
- Blondie (1938) - Chester Franey
- There's That Woman Again (1938) - Charles Crenshaw
- Jezabel (1938) - Dick Allen
- Pride of the Navy (1939) - Jerry Richards
- My Son Is a Criminal (1939) - Allen Coltrin
- Romance of the Redwoods (1939) - Jed Malone
- A Woman Is the Judge (1939) - Robert Langley
- Sabotage (1939) - Tommy Grayson
- Sweetheart of the Campus (1941) - Terry Jones
- Follies Girl (1943) - Pvt. Jerry Hamlin
- Passport to Destiny (1944) - Capitán Franz von Weber
- Seven Days Ashore (1944) - Dan Arland Jr.
- Desde que te fuiste (1944) - Oficial de marina buscando espacio
- Heavenly Days (1944) - Dick Martin
- La escalera de caracol (1946) - Steve Warren
- Station West (1948) - Príncipe
- Born to Be Bad (1950) - El abogado
- My Forbidden Past (1951) - Clay Duchesne
- The Las Vegas Story (1952) - Sr. Drucker
- Code Name: Heraclitus (1967, productor)
- Cancel My Reservation (1972) - Sr. Willie Sparker